# Квинт Ниний Хаста
Вижте пояснителната страница за други личности с името Квинт Ниний Хаста.
Квинт Ниний Хаста (на латински: Quintus Ninnius Hasta) е политик на Римската империя през 1 век.
През 88 г. е суфектконсул заедно с Либон Рупилий Фруги.
Баща е на Квинт Ниний Хаста (консул 114 г.)